# Antoine (coiffeur)
Pour les articles homonymes, voir Antoine.
Antoni Cierplikowski, appelé Antoine de Paris en Pologne et Monsieur Antoine ou simplement Antoine en France, est un coiffeur et homme d'affaires franco-polonais né le 24 décembre 1884 à Sieradz et décédé le 5 juillet 1976 dans la même ville. Il est surnommé « l'empereur des coiffeurs » pour avoir révolutionné au début du XXe siècle l'image de la femme avec la coupe à la garçonne de Coco Chanel.

## Biographie
« Monsieur Antoine », de son vrai nom Antoni Cierplikowski, fut le pionnier en France de la coiffure moderne, une industrie estimée aujourd'hui à 50 milliards de dollars par an à travers le monde. Outre sa coupe à la garçonne, image d'une femme indépendante, ses innovations allaient des shampooing pratiqués dans les salons jusqu'aux teintures capillaires non-organiques et les laques à cheveux à l'alcool et la gomme arabique.
Cierplikowski est né à Sieradz, fils cadet d'Antoni (cordonnier) et Joanna née Majchrzak (couturière). Il a quatre frères et sœurs plus âgés. À l'âge de 11 ans, il apprend les bases de la coiffure à Łódź dans un salon appartenant à des proches de la famille.

### Paris
Cierplikowski arrive à Paris en décembre 1901, à l'âge de 17 ans. Le 24 janvier 1909 à Londres, il épouse Berthe Astier. Fin 1909, le couple est de retour à Paris.
En 1912, Antoine ouvre son célèbre salon de coiffure au 5, rue Cambon, à Paris, et bientôt, il se rend célèbre pour avoir « rajeuni » l'actrice quadragénaire Ève Lavallière en lui coupant pour la première fois les cheveux à la garçonne. Coco Chanel, dont l'atelier se trouve à un jet de pierre du salon de coiffure d'Antoine rue Cambon, en est charmée. Pendant les années folles, il lance le 1er mai 1919 dans la presse professionnelle une coupe à cheveux courts, la coupe « à la Jeanne d'Arc » qui sera adoptée par toutes les femmes modernes ,, dont Louise Brooks sera la plus célèbre. En 1925, Antoine ouvre son premier salon de coiffure aux États-Unis, sur la très chic Cinquième Avenue de New York. Ses salons foisonneront ensuite à travers les États-Unis et s’étendront entre Paris, Tokyo, Melbourne et Vancouver. En 1945 il y aura 121 salons Antoine.
Dans les années 1930, il publie le journal exclusif Antoine - Document pour la femme moderne, qui constitue le cœur de l'empire de beauté d'Antoine. Il dirige aussi une école qui forme les futurs employés des salons Antoine.
Son imagination, son inventivité et ses ambitions sculpturales, réveillées grâce à de nombreuses années d’amitié avec le sculpteur Xawery Dunikowski, donnent naissance à des idées originales de sculptures et de perruques artistiques. Il est l'auteur de la coiffure lisse et ajustée de la célèbre Joséphine Baker, qui a conquis le Paris des années 1920. Elle apparaît, stylisée par Antoine, sur la couverture du prestigieux Vogue en tant que première femme noire.
Cierplikowski collabore avec le théâtre, le music-hall et le cinéma et crée notamment des coiffures et des costumes pour Cécile Sorel, Mistinguett, Alexandre Sakharoff, Pola Negri, Marlene Dietrich et Brigitte Helm). Il conçoit aussi, en coopération avec l'artiste Sarah Lipska, des accessoires pour femmes ainsi que des intérieurs, des appareils et des meubles d'origine, dans un style Art déco.
Antoine voit apparaître de nombreux grands noms de l’époque dans ses salons, il coiffe Eleonora Duse, Mata Hari, Anna de Noailles, Sara Bernhard, Eleanor Roosevelt, Brigitte Bardot ou encore Édith Piaf.
Dans les années 1930, il alterne séjours entre Paris et l'Amérique, et il passe l'occupation à Hollywood, où il travaille notamment pour Metro-Goldwyn-Mayer.
Après la guerre, il se rend plus souvent en Pologne. En 1965, il participe à l'inauguration du Grand Théâtre de Varsovie. Il offre une importante collection d'œuvres de son ami ainsi que d'autres artistes pour le musée de X. Dunikowski.
Au milieu des années 1960, Antoine se sépare de sa femme, qui faisait tourner ses affaires, et de ses disciples, comme le désormais légendaire Alexandre, qui ouvre son propre salon à Paris. Il sombre petit à petit dans l'oubli.

### Retour en Pologne
Fin 1970, après la mort de sa femme, Antoine retourne à Sieradz, en Pologne, où il meurt en 1976 à l'âge de 92 ans, trois ans après son épouse, d'un cancer du pancréas et y est enterré. En juin 1992, le célèbre coiffeur Alexandre, qui fut son élève et premier garçon, rapporte de Pologne sa main droite, qui est inhumée dans le cimetière de Passy.

## Hommages

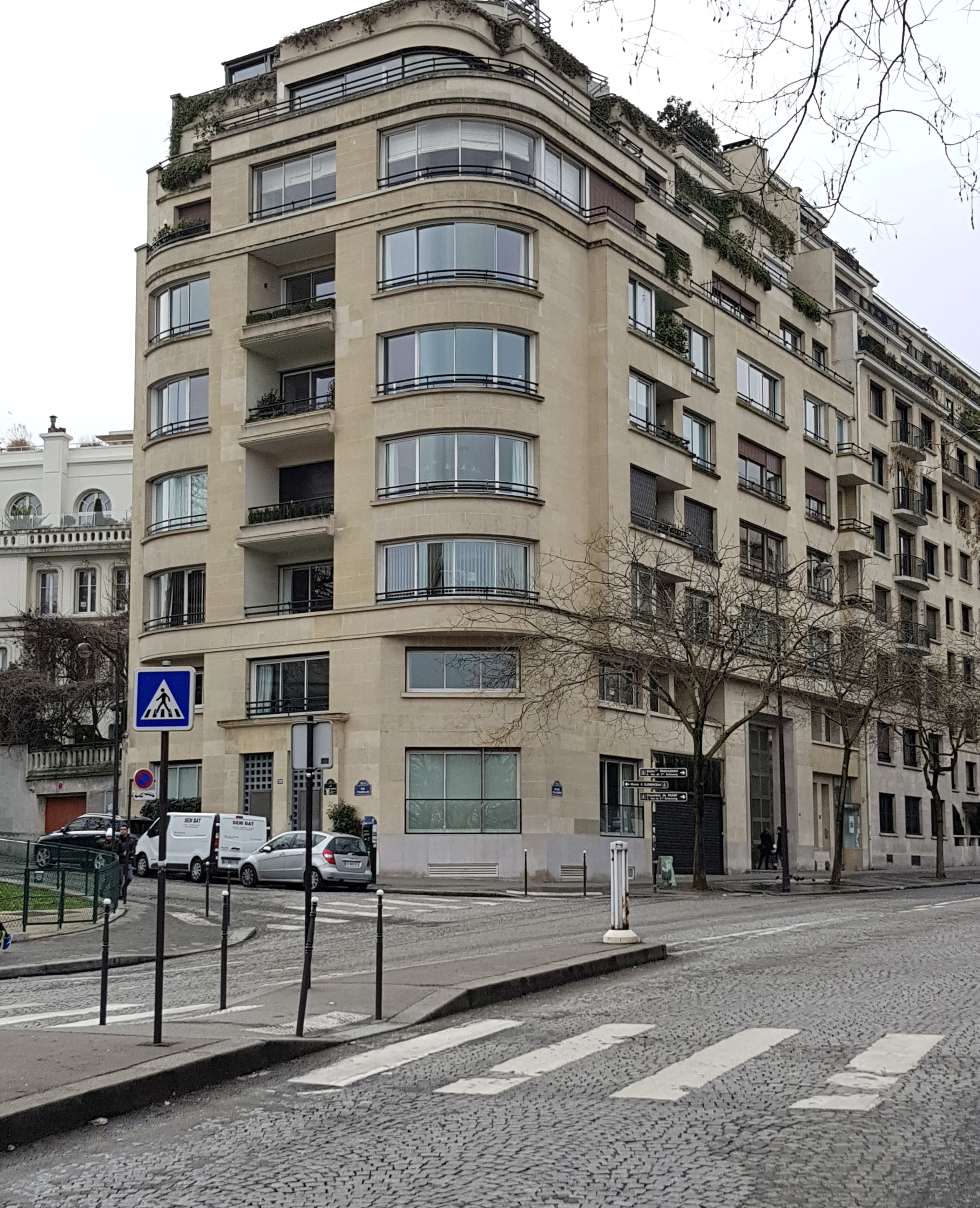
No 1, avenue Paul-Doumer, Paris.

Kees van Dongen l'a peint en 1927. Man Ray l'a photographié à plusieurs reprises exerçant ses talents dans les années 1930.
La femme d'Antoine, Berthe Astier, est la commanditaire en 1935 de l'immeuble du 1, avenue Paul-Doumer, à Paris, dans le 16e arrondissement, dont le couple a occupé les deux derniers étages. On peut voir Antoine au septième étage sur la terrasse dominant la place du Trocadéro vers 1950 (photo de George Rinhart / Corbis) et dans son appartement avec vue sur la tour Eiffel en 1963 (photo de Władysław Sławny / Forum).
Chaque été, un festival de la coiffure, baptisé « Open Hair », se tient dans sa ville natale de Sieradz, au centre de la Pologne.

## Anecdotes
- Antoine est le premier en Europe à utiliser un séchoir électrique dans son salon.
- Il est le premier à introduire et à fabriquer l'autobronzant Orange gelée.
- Il a lancé à Paris la mode des perruques colorées du soir.
- Il surveille le travail de 65 coiffeurs lors du couronnement des souverains britanniques George VI et Élisabeth II.
- C'est un excentrique, qui dort notamment dans un cercueil en verre.
- Il a deux avions privés (Farman 393 et Stinson Reliant) et une voiture faite d'éléments carrés, fabriquée sur commande.
- Il reçoit des autorités de la république populaire polonaise la croix de chevalier de l'ordre de Polonia Restituta et la Légion d'honneur des autorités françaises.

### Iconographie
- 1932 : Portrait photographique par Willy Maywald